# Pallavolo ai Giochi del Sud-est asiatico
La pallavolo ai Giochi del Sud-est asiatico è stata ammessa al programma sportivo dei Giochi del Sud-est asiatico dalla nona edizione sia nella versione maschile che in quella femminile.